# Ginnastica ai Giochi della XXX Olimpiade - Parallele asimmetriche
La finale ad attrezzo alle parallele asimmetriche ai Giochi della XXX Olimpiade si è svolta alla North Greenwich Arena di Londra, Inghilterra il 6 agosto 2012.

## Podio
| Oro                    | Argento       | Bronzo                        |
| Alija Mustafina Russia | He Kexin Cina | Elizabeth Tweddle Regno Unito |

## Qualificazioni
| Pos. | Ginnasta          | Totale | Qual. |
| ---- | ----------------- | ------ | ----- |
| 1    | Elizabeth Tweddle | 16.133 | Q     |
| 2    | He Kexin          | 15.966 | Q     |
| 3    | Viktorija Komova  | 15.833 | Q     |
| 4    | Yinnan Yao        | 15.766 | Q     |
| 5    | Alija Mustafina   | 15.700 | Q     |
| 6    | Gabrielle Douglas | 15.333 | Q     |
| 7    | Qiushuang Huang   | 15.266 | —     |
| 8    | Elisabeth Seitz   | 15.166 | Q     |
| 9    | Koko Tsurumi      | 15.033 | Q     |
| 10   | Celine van Gerner | 14.866 | R1    |
| 11   | Kyla Ross         | 14.866 | R2    |
| 12   | Jordyn Wieber     | 14.833 | —     |
| 12   | Rebecca Tunney    | 14.825 | R3    |

## Classifica
| Pos.    | Ginnasta          | Punti D | Punti E | Pen. | Totale |
| ------- | ----------------- | ------- | ------- | ---- | ------ |
| Oro     | Alija Mustafina   | 7.000   | 9.133   | —    | 16.133 |
| Argento | He Kexin          | 7.100   | 8.833   | —    | 15.933 |
| Bronzo  | Elizabeth Tweddle | 7.000   | 8.916   | —    | 15.916 |
| 4       | Yao Jinnan        | 6.800   | 8.966   | —    | 15.766 |
| 5       | Viktorija Komova  | 7.000   | 8.666   | —    | 15.666 |
| 6       | Elisabeth Seitz   | 6.700   | 8.566   | —    | 15.266 |
| 7       | Koko Tsurumi      | 6.400   | 8.566   | —    | 14.966 |
| 8       | Gabrielle Douglas | 6.300   | 8.600   | —    | 14.900 |